# Дієго Пласенте
Дієго Родольфо Пласенте (ісп. Diego Rodolfo Placente, нар. 24 квітня 1977, Буенос-Айрес, Аргентина) — аргентинський футболіст, що грав на позиції захисника.
Виступав, зокрема, за клуби «Рівер Плейт» та «Баєр 04», а також національну збірну Аргентини.
Триразовий чемпіон Аргентини, володар Суперкубка Лібертадорес, чемпіон Франції, дворазовий володар Суберкубка Франції та Кубка Франції, чемпіон Уругваю.

## Клубна кар'єра
У дорослому футболі дебютував 1995 року виступами за команду клубу «Архентінос Хуніорс», в якій провів два сезони, взявши участь у 36 матчах чемпіонату. 
Своєю грою за цю команду привернув увагу представників тренерського штабу клубу «Рівер Плейт», до складу якого приєднався 1997 року. Відіграв за команду з Буенос-Айреса наступні три сезони своєї ігрової кар'єри. Більшість часу, проведеного у складі «Рівер Плейта», був основним гравцем захисту команди.
2001 року уклав контракт з клубом «Баєр 04», у складі якого провів наступні чотири роки своєї кар'єри гравця. Граючи у складі «Баєра» також здебільшого виходив на поле в основному складі команди.
Згодом з 2005 по 2012 рік грав у складі команд клубів «Сельта Віго», «Сан-Лоренсо», «Бордо», «Сан-Лоренсо» та «Насьйональ». Протягом цих років виборов титул чемпіона Франції.
Завершив професійну ігрову кар'єру у клубі «Архентінос Хуніорс», у складі якого вже виступав раніше. Прийшов до команди 2012 року, захищав її кольори до припинення виступів на професійному рівні у 2014.

## Виступи за збірні
1997 року залучався до складу молодіжної збірної Аргентини.
1996 року дебютував в офіційних матчах у складі національної збірної Аргентини. Протягом кар'єри у національній команді, яка тривала 10 років, провів у формі головної команди країни 22 матчі.
У складі збірної був учасником чемпіонату світу 2002 року в Японії і Південній Кореї, розіграшу Кубка Америки 2004 року у Перу, де разом з командою здобув «срібло», розіграшу Кубка конфедерацій 2005 року у Німеччині, де разом з командою здобув «срібло».

## Титули і досягнення

### Гравець
- Чемпіон Аргентини (3):

«Рівер Плейт»: Апертура 1997, Апертура 1999, Клаусура 2000
- Володар Суперкубка Лібертадорес (1):

«Рівер Плейт»: 1997
- Чемпіон Франції (1):

«Бордо»:  2008-2009
- Володар Суперкубка Франції (2):

«Бордо»:  2008, 2009
- Володар Кубка французької ліги (1):

«Бордо»:  2009
- Чемпіон Уругваю (1):

«Насьйональ»: 2012
Збірні
- Чемпіон світу (U-20): 1997
- Чемпіон Південної Америки (U-20): 1997
- Срібний призер Кубка Америки: 2004

### Тренер
- Чемпіон Південної Америки (U-15): 2017